# Donne della Generazione del '27

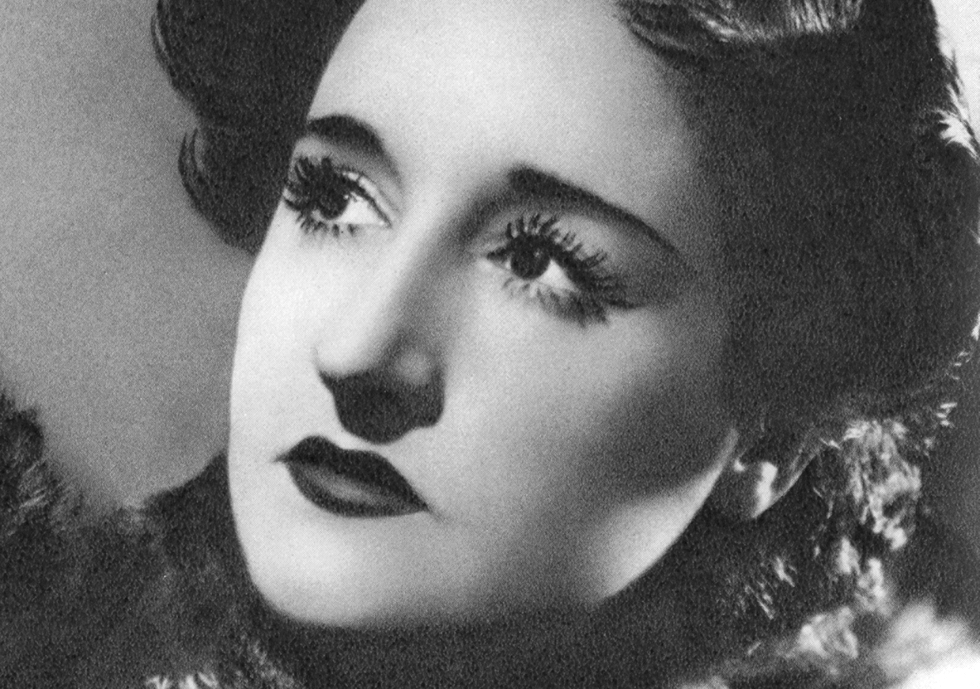
Maruja Mallo (1902-1995), pittrice, una delle più importanti artiste della Generazione del 27

Il termine Generazione del '27 nella storiografia e critica letteraria è tradizionalmente associato ad un gruppo di scrittori e poeti spagnoli esclusivamente di sesso maschile, attivi fra gli anni venti e gli anni trenta del Novecento, uniti da legami personali, comuni esperienze formative, affinità intellettuali e intento di rinnovamento estetico, il cui atto costitutivo è ritenuto l'omaggio organizzato a Siviglia nel 1927 al poeta Luis de Góngora nel terzo centenario della sua morte.
A partire dalle ultime decadi del Novecento diversi studi hanno messo in luce la presenza in questo gruppo di numerose autrici, alcune delle quali - è il caso di Ernestina de Champourcin, Josefina de la Torre, Concha Méndez, Carmen Conde, Rosa Chacel - già menzionate nelle antologie del tempo o rese oggetto di una qualche attenzione critica, anche se presentate quasi uniformemente come figure periferiche. La maggior parte delle donne della generazione del 27, tuttavia, è stata omessa o posta ai margini della storiografia letteraria, pur avendo molte autrici fatto parte integrante della scena culturale del tempo, ricevuto riconoscimenti positivi, svolto un'attività costante e rilevante in campi diversi come la scrittura (Rosa Chacel, Concha Méndez, Maria Teresa León, Consuelo Berges, Lucía Sánchez Saornil, Luisa Carnés), la traduzione (Zenobia Camprubí, Ernestina de Champourcin), il giornalismo (María Luz Morales, Josefina Carabias, Clara Campoamor, Magda Donato), la filosofia (Maria Zambrano), il teatro (Margarita Xirgu, Julia Maura, Margarita Nelken, Magda Donato, María Francisca Clar Margarit), la pittura (Maruja Mallo, Angeles Santos), il cinema (Rosario Pi, Concha Méndez).
Difficilmente c'è traccia della loro presenza nei manuali di arte e letteratura: alcune di loro hanno ricevuto una qualche menzione solo in forma indiretta, ad esempio per il ruolo ricoperto di mogli o muse di celebri scrittori o artisti, come María Teresa León, moglie di Rafael Alberti, Zenobia Camprubí moglie di Juan Ramón Jiménez, María Goyri moglie di Ramón Menéndez Pidal, Concha Méndez moglie di Manuel Altolaguirre; di altre - a volte nascoste dietro pseudonimi maschili, come María Martínez Sierra -  si è scoperto solo di recente l'esistenza.
Un progetto multimediale realizzato nel 2015 le ha denominate, come gruppo, Sinsombrero (trad. letterale "senza cappello"), facendo riferimento ad un gesto trasgressivo - quello di togliersi il cappello durante le passeggiate nei corsi principali di Madrid, suscitando lo sconcerto e le ire dei passanti - praticato più volte da alcune delle donne di questo variegato gruppo.
Oltre a questo progetto che grazie anche alla compartecipazione di istituzioni pubbliche ha ottenuto una notevole visibilità e riscontro a livello di pubblico, altre ricerche e studi nati in ambito accademico, avviati in date precedenti e successive, hanno indagato su singole donne della generazione del 27, o su di loro come gruppo, senza usare la denominazione "Sinsombrero", contribuendo ad aprire un dibattito sulla presenza e il contributo delle donne nel panorama culturale e artistico spagnolo della prima metà del Novecento.

## Caratteristiche e limiti del concetto di Generazione
Non esiste un consenso unanime sui requisiti di "appartenenza" alla Generazione del 27. Riservata inizialmente ai soli poeti - il nucleo principale è stato a lungo identificato in otto o dieci figure storiche - la composizione del gruppo è stata in seguito estesa sia a poeti "minori", che a scrittori, saggisti, drammaturghi, musicisti, pittori, registi attivi nella scena culturale spagnola degli anni Venti e Trenta. Anche i limiti cronologici proposti inizialmente per delimitare i confini di questa generazione, 1891-1905, coincidenti con l'anno di nascita del più vecchio e del più giovane dei suoi membri, sono stati rivisti.
Per quanto riguarda le donne della Generazione del 27, uno dei primi tentativi di inglobarle in un gruppo con caratteristiche comuni a quelle applicate ai loro colleghi è stato condotto da Emilio Miró nell'articolo Poetisas del "27" che fa da introduzione al numero monografico dedicato nel 1993 dalla rivista Insula alle "Mujeres del 27". Con riferimento alle cinque autrici oggetto della sua ricerca (Ernestina de Champourcín, Josefina de la Torre, Concha Méndez, Carmen Conde e Rosa Chacel), Miró utilizza alcuni dei requisiti stabiliti dal critico tedesco Peterson per definire tale una "generazione":
- estrazione sociale: quattro delle cinque autrici appartengono alla media o alta borghesia (Champorcin è di famiglia aristocratica); esperienza maturata in un contesto urbano (Madrid, per nascita, studio o residenza, anche temporanea);
- formazione culturale: le autrici nominate possiedono un certo grado di istruzione[22], hanno ricevuto pari stimoli e influenze culturali, fatto parte dei circoli intellettuali dell'epoca e conosciuto l'atmosfera artistica e culturale degli anni venti;
- produzione letteraria: fra gli anni venti e trenta hanno scritto o pubblicato i loro primi libri, e loro articoli sono comparsi nelle riviste del tempo (in particolare Rosa Chacel inizia nel 1927 un'assidua collaborazione con la Revista de Occidente e con altre pubblicazioni avanguardiste come La Gaceta Literaria);
- relazioni personali: la frequentazione di luoghi e istituzioni simbolo del rinnovamento culturale, come la Residencia de Estudiantes, il Lyceum Club e dei principali circoli letterari, che le pone in contatto con gli intellettuali e artisti più noti dell'epoca, una rete di legami intellettuali (ad esempio Ernestina de Champourcin con Juan Ramón Jiménez, Rosa Chacel con Ortega y Gassett), sentimentali (Rafael Alberti e Maruja Mallo, Concha Méndez e Luis Buñuel, Margarita Manso e Federico Garcia Lorca), familiari (Méndez, Champourcin e Conde sono sposate con Altolaguirre, Domenchina e Oliver) uniscono le autrici e gli scrittori e artisti della Generazione del 27.[23]

Anche se il concetto di "generazione letteraria", oggetto di un processo di ridefinizione, è stato da tempo abbandonato perché ritenuto poco efficace ed eccessivamente prescrittivo, tale da rendere impossibile l'inclusione di una maggiore varietà di espressioni letterarie, alcuni dei suoi criteri definitori continuano ad essere utilizzati da diversi studiosi per sostenere l'appartenenza di determinate scrittrici e artiste alla Generazione del 27. Nel libro di Gregory K. Cole, uscito nel 2000, Spanish Women Poets of the Generation of 1927, l'inclusione di alcune poetesse in questo gruppo viene motivata con il possesso di requisiti ritenuti caratterizzanti: la data di nascita (fra 1892 e 1905), la produzione letteraria (minimo tre opere), la contiguità con l'ambiente culturale e letterario dei colleghi (la pubblicazione di contributi nelle riviste letterarie più note dell'epoca), i legami personali con i membri riconosciuti del gruppo.
Un diverso approccio offre lo studio di Catherine Bellver Absence and Presence. Spanish women poets of the Twenties and Thirties che analizza la produzione letteraria femminile di quelle due decadi sulla base del grado di mimetismo, integrazione o autonomia espressi dalle autrici rispetto alle tendenze letterarie prevalenti, ai paradigmi e alle immagini poetiche presenti nelle opere degli scrittori coevi. Lo studio, concentrato sulle cinque poetesse maggiormente studiate dalla critica letteraria, Méndez, De La Torre, Chacel, Conde, Champourcin, si conclude con il riconoscimento dell'appartenenza di queste donne ad un gruppo ben definito, fondato sulla condivisione di linguaggio, toni e temi.
Alcuni studi hanno posto l'attenzione sui legami di amicizia e di solidarietà maturati all'interno di questo gruppo di donne, in molti casi sperimentati attraverso l'associazionismo (Lyceum Club Femenino, la Cívica, l'Ateneo de Madrid, l'Institución Libre de Enseñanza), e di come essi si siano rivelati particolarmente importanti in un periodo per loro di difficile accesso alla professione letteraria. Lo studio delle autobiografie, delle memorie, dei diari prodotti da molte di queste autrici (fra le altre, María Martinez Sierra, Carmen Conde, Rosa Chacel, Pilar de Valderrama, Ernestina de Champourcin, María Zambrano, Concha Méndez) ha permesso inoltre di far luce sulla costruzione della loro identità come scrittrici e sul rapporto con la cultura del tempo, ricavandone un potenziale "ritratto generazionale": quello di donne "pioniere", impegnate ad ottenere una maggiore libertà e autorealizzazione, in un contesto culturale in cui la presenza femminile era minoritaria e relegata ai margini. Le loro testimonianze, generalmente suddivise nella fase precedente alla guerra e quella posteriore, per lo più coincidente con l'esilio, rendono manifesta la consapevolezza di aver fatto parte attiva di un importante periodo di rinnovamento culturale, di cui rivendicano con orgoglio l'appartenenza, e rivelano come la creazione letteraria e artistica sia stata uno dei pilastri fondamentali della loro identità.
(María Teresa León, Memoria de la melancolia (1970), p. 430)
Gli studi più recenti tendono ad allargare l'indagine a tutti i generi letterari ed artistici, e a tutti gli autori attivi nel panorama sociale, politico e culturale della Spagna delle prime tre decadi del XX secolo, per comprenderne le interconnessioni, il rapporto con la tradizione e la modernità, i modelli di identità, al fine di ricostruire una visione d'insieme del periodo.

## Contesto storico
Dopo la perdita delle ultime colonie (Cuba, Filippine e Porto Rico), avvenuta sul finire del secolo XX, la Spagna vive un periodo di recessione economica, aggravato dalla crisi internazionale del 1923. Nel primo dopoguerra il paese è attraversato da forti squilibri economici, sociali, religiosi, e da conflitti regionali, come i moti indipendentisti in Catalogna e nei Paesi Baschi. Forte è l’attivismo di socialisti e anarchici nel promuovere e sostenere scioperi e agitazioni. Il dibattito politico, le divisioni e gli scontri sono concentrati su tre principali questioni: la riforma agraria, la riforma istituzionale e la riforma religiosa.

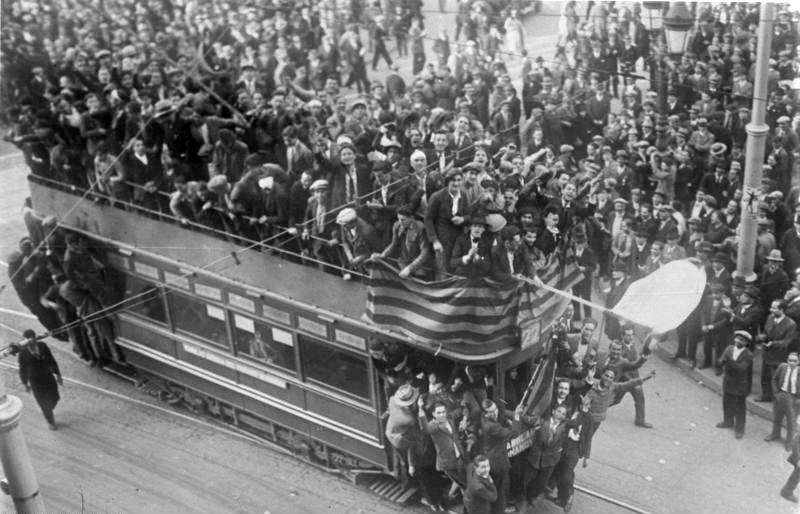
Celebrazioni della proclamazione della Seconda Repubblica Spagnola, Barcellona 1931

A seguito dell’acuirsi delle tensioni sociali nel 1923 il re Alfonso XIII chiama al governo il generale Miguel Primo de Rivera che scioglie le Cortes, proclama la legge marziale, occupa Barcellona e instaura una dittatura militare appoggiata dall'esercito e dalla chiesa. 
Nel 1931, dopo la vittoria elettorale dei partiti repubblicani, Alfonso XIII lascia il paese senza abdicare e va in esilio a Roma. In Spagna viene proclamata la Repubblica e approvata la nuova Costituzione; la Catalogna si proclama repubblica autonoma nell'ambito di uno Stato federale spagnolo. In questo stesso anno vengono varate delle riforme volte alla modernizzazione del paese, come il suffragio universale, il divorzio, la separazione fra chiesa e stato, la libertà religiosa e di espressione; si avviano i primi progetti di riforma agraria e di nazionalizzazione dei beni della Chiesa. Vengono poste le basi di un grande progetto educativo, le Misionas Pedagógicas, a cui partecipano scrittori, artisti, intellettuali, insegnanti, fra cui numerose donne, come Carmen Conde, María Moliner, María Zambrano, Maruja Mallo, uniti nello sforzo di creare e biblioteche ambulanti, organizzare spettacoli teatrali per adulti e bambini, letture, dibattiti, mostre artistiche itineranti, per combattere l'analfabetismo e portare la cultura in tutti gli angoli più remoti del paese.
Dopo la proclamazione della Repubblica iniziano cinque anni di duri conflitti fra conservatori e clericali che sostengono il blocco della riforma agraria, e le forze progressiste fortemente divise al loro interno fra repubblicani radicali, separatisti catalani, socialisti e anarchico sindacalisti. Le destre conquistano di nuovo il potere con le elezioni del novembre del 1933, mentre il clima nel paese si fa sempre più cupo con scioperi e agitazioni.
Nel febbraio del 1936 vincono nuovamente le elezioni i partiti delle sinistre riuniti nel Fronte popolare, ma in luglio la guarnigione militare spagnola di stanza in Marocco si ribella al governo repubblicano e nei giorni successivi in molte città della penisola si verificano analoghi pronunciamenti militari. È la scintilla che dà il via alla guerra civile tra i repubblicani del governo legittimo di Madrid e i ribelli guidati dal generale Francisco Franco. Si concluderà nel marzo 1939 con la vittoria di quest’ultimo. La dittatura militare avrà termine con la sua morte nel 1975.

## La condizione femminile nella Spagna dei primi decenni del XX secolo

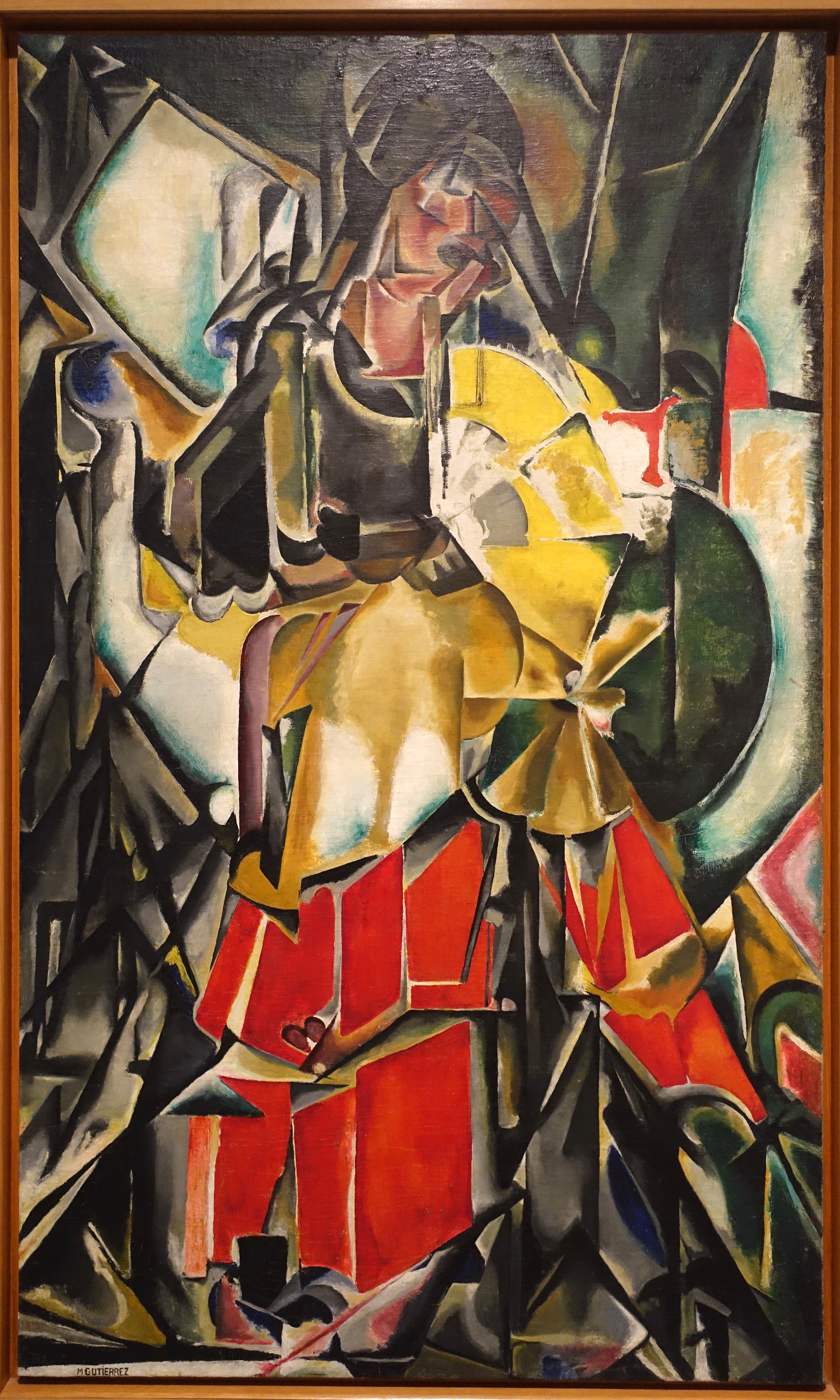
María Blanchard, Woman with a Fan, 1916

Le trasformazioni sociali ed economiche avvenute nei primi tre decenni del secolo consentono alle donne una crescente presenza nella sfera pubblica, grazie alle nuove possibilità di accesso a settori del mercato del lavoro e dell'istruzione fino ad allora preclusi o inesistenti. Nel 1910 viene abolito il regio decreto del 1888 che subordinava l'accesso delle donne all'università ad un permesso concesso dal Consiglio dei Ministri. Sulla scorta di quelle disposizioni, le poche giovani autorizzate alla frequenza dovevano essere accompagnate dai loro insegnanti o dalla "carabina", non potevano sedersi accanto ai loro compagni di classe né muoversi liberamente all'interno della facoltà. Dopo il 1910 l'accesso all'università è liberalizzato, e le donne sono ammesse all'insegnamento nelle scuole di grado superiore. 

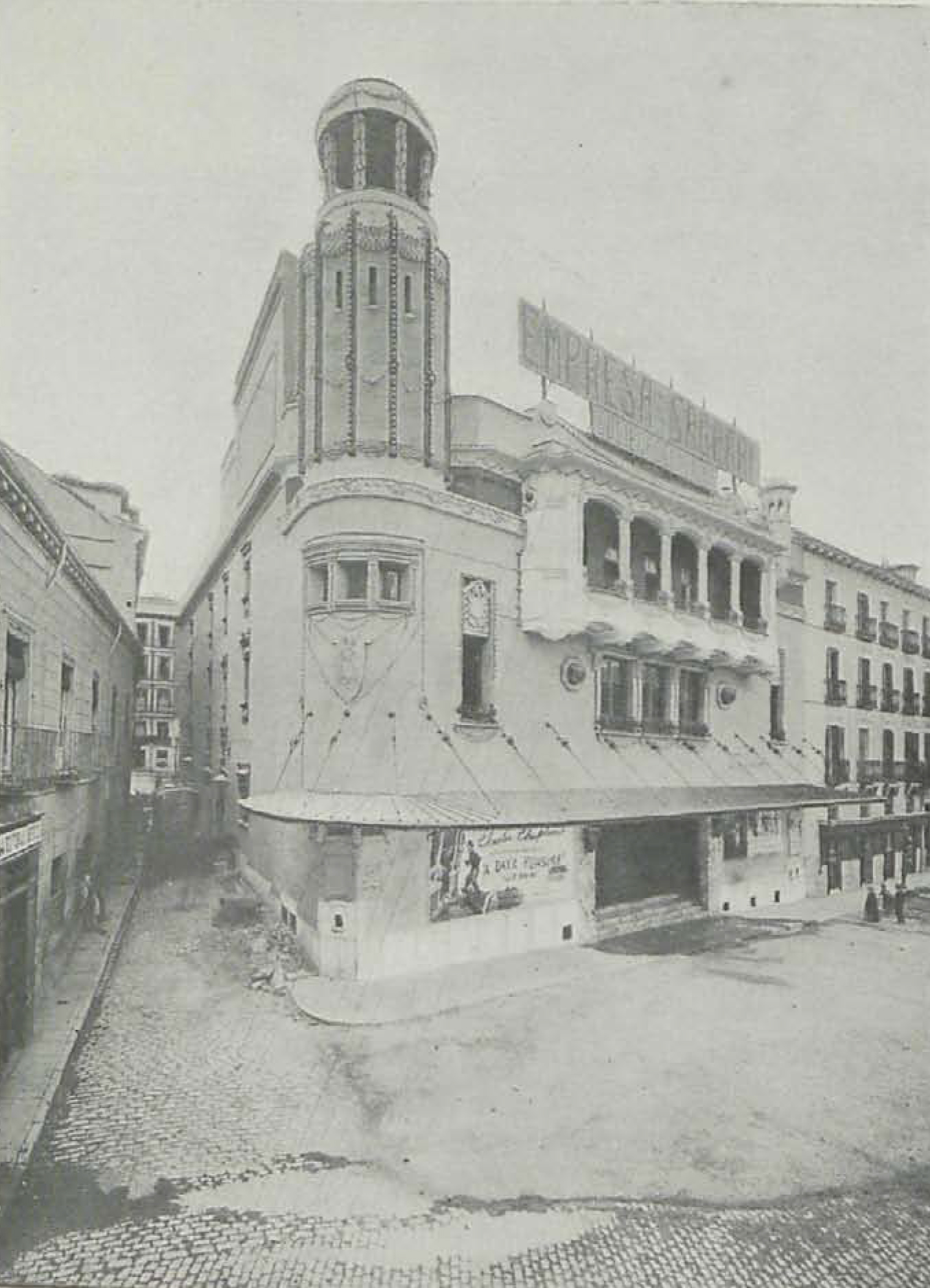
Real Cinema, Madrid (1921)

La consapevolezza acquistata in questo periodo di cambiamenti sociali e culturali contribuisce alla formazione dei movimenti femministi e per il suffragio; l'accesso all'istruzione e la partecipazione alla vita pubblica orientano molte giovani al cosmopolitismo, all'indipendenza e alla creazione artistica. I cambiamenti, a partire dall'aspetto fisico, dai dettami della moda emergente, pongono in discussione l'immagine tradizionale della donna come angelo del focolare, e spingono alla ridefinizione dell'identità femminile, a favore del modello di una donna “moderna”, attiva nella sfera pubblica: nel campo dell'educazione, del lavoro, della partecipazione politica. Negli anni Venti Madrid in particolare, dove vivono molte donne della Generazione del 27, è una città in pieno fermento culturale e sociale: nel 1929 si contano ventidue teatri e quattro cinema. Le giovani cominciano ad avere accesso a luoghi fino a prima vietati: club, università, tertulias, e a sperimentare nuove forme di libertà. Un numero significativo di giovani di estrazione sociale borghese, dotate di un certo livello di istruzione, trova una propria forma di emancipazione personale e sociale nel mondo letterario, artistico e culturale, sperimentando l'attività di scrittrice, giornalista, traduttrice, insegnante, sceneggiatrice, scenografa, dando vita a un patrimonio letterario e artistico di rilievo che rimarrà in molti casi nascosto.

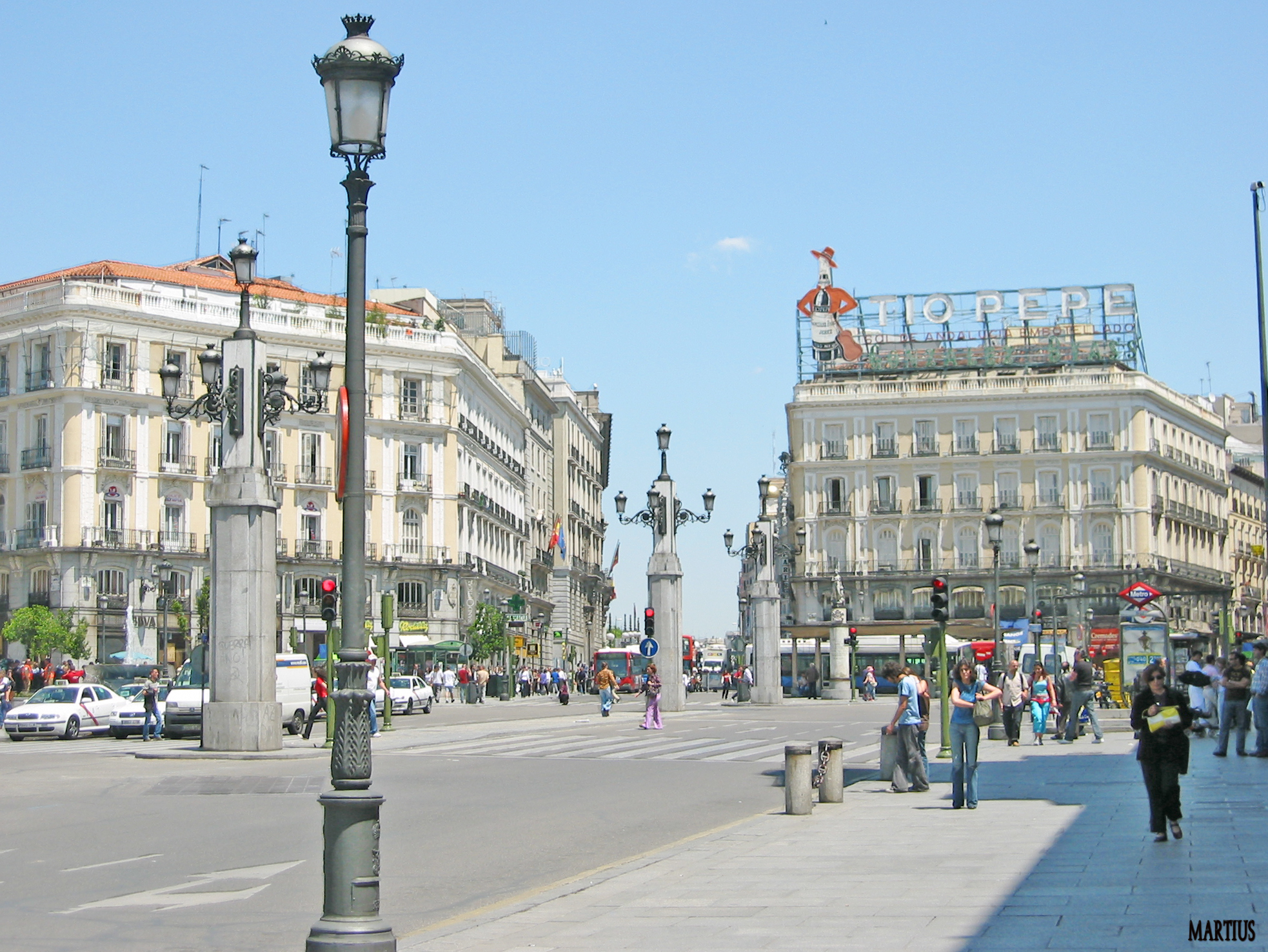
Puerta del Sol, Madrid

Questo processo giunge al suo culmine con la proclamazione della Seconda Repubblica, durante la quale viene realizzata la riforma del Codice penale e approvata la nuova Costituzione (1931) che stabilisce l'uguaglianza giuridica fra i sessi: le donne conquistano il diritto di voto, il diritto all'amministrazione del proprio patrimonio, alla patria podestà condivisa e il diritto al divorzio. Nelle scuole statali viene consentito l'insegnamento solo in presenza di un titolo di studio adeguato conseguito negli istituti statali (1931), viene vietata la docenza agli ordini religiosi (1933) e l'insegnamento della religione; nel 1937, su ispirazione della maestra e pedagogista María Sánchez Arbós (1889-1976), nelle scuole della Catalogna di ogni ordine e grado viene stabilito che studenti e studentesse svolgano insieme le stesse attività, dando così piena applicazione al principio della coeducazione, ritenuta una delle basi della nuova scuola e della nuova società ispirata all'abolizione della segregazione dei sessi e al superamento dei ruoli di genere. Nel 1933 l'abolizione delle classi miste diviene parte del programma elettorale della Confederazione Spagnola delle Destre Autonome (CEDA), e comune obbiettivo dei conservatori e della Chiesa, alleati nel ritenere la coeducazione un'offesa alla morale cattolica e un pericolo mortale per le scuole religiose private fondate sulla separazione dei sessi.
La guerra civile interromperà questo percorso e il suo esito rappresenterà un significativo regresso rispetto ai diritti e alle libertà acquisite nei decenni precedenti. Nelle scuole l'insegnamento viene riaffidato alla Chiesa. Ritenute contrarie ai «principi religiosi del glorioso movimento nazionale», il 1. maggio 1939 vengono abolite le classi miste - reintrodotte solo dopo il 1970 - e ripristinata la divisione fra istruzione maschile e femminile, quest'ultima esclusivamente finalizzata a formare future madri e mogli. Le donne vengono private di potere decisionale e capacità giuridica, sottoposte all'autorità e alla tutela di padri, mariti, fratelli. In particolare, l'articolo 57 del Codice civile stabilisce che «il marito deve proteggere la donna, e lei deve obbedire al marito». Quest'ultimo è l'unico amministratore del suo patrimonio e anche dei beni dotali; alcuni articoli del Codice civile precludono alle donne l'esercizio delle professioni liberali. Obbligate a rimanere nella casa paterna fino al matrimonio, o in quella maritale dopo di esso, è fatto loro divieto di viaggiare, aprire un conto in banca o comparire da sole in tribunale. Vengono abolite, con valore retroattivo, la legge sul matrimonio civile e sul divorzio.
Molte delle donne che avevano sperimentato nuovi modelli di partecipazione alla vita sociale, culturale e politica, moriranno durante la guerra, saranno incarcerate, costrette al silenzio intellettuale o all'esilio. María Martinez Sierra, Zenobia Camprubí, Rosa Chacel, Concha Méndez, Maria Teresa Léon, Margarita Nelken, María Zambrano, Concha de Albornoz, Maruja Mallo, Consuelo Berges, Margarita Xirgu, Ernestina de Champourcín e tante altre vivranno a lungo all'estero; alcune faranno ritorno in Spagna solo dopo gli anni Settanta. Le donne nate negli anni Trenta non avranno memoria delle conquiste realizzate dalla generazione precedente, e la loro educazione ricadrà sotto l'esclusivo controllo della Chiesa cattolica e della sezione femminile della Falange, impegnate a riaffermare il modello femminile tradizionale della "donna del focolare".

### La Residencia de Señoritas

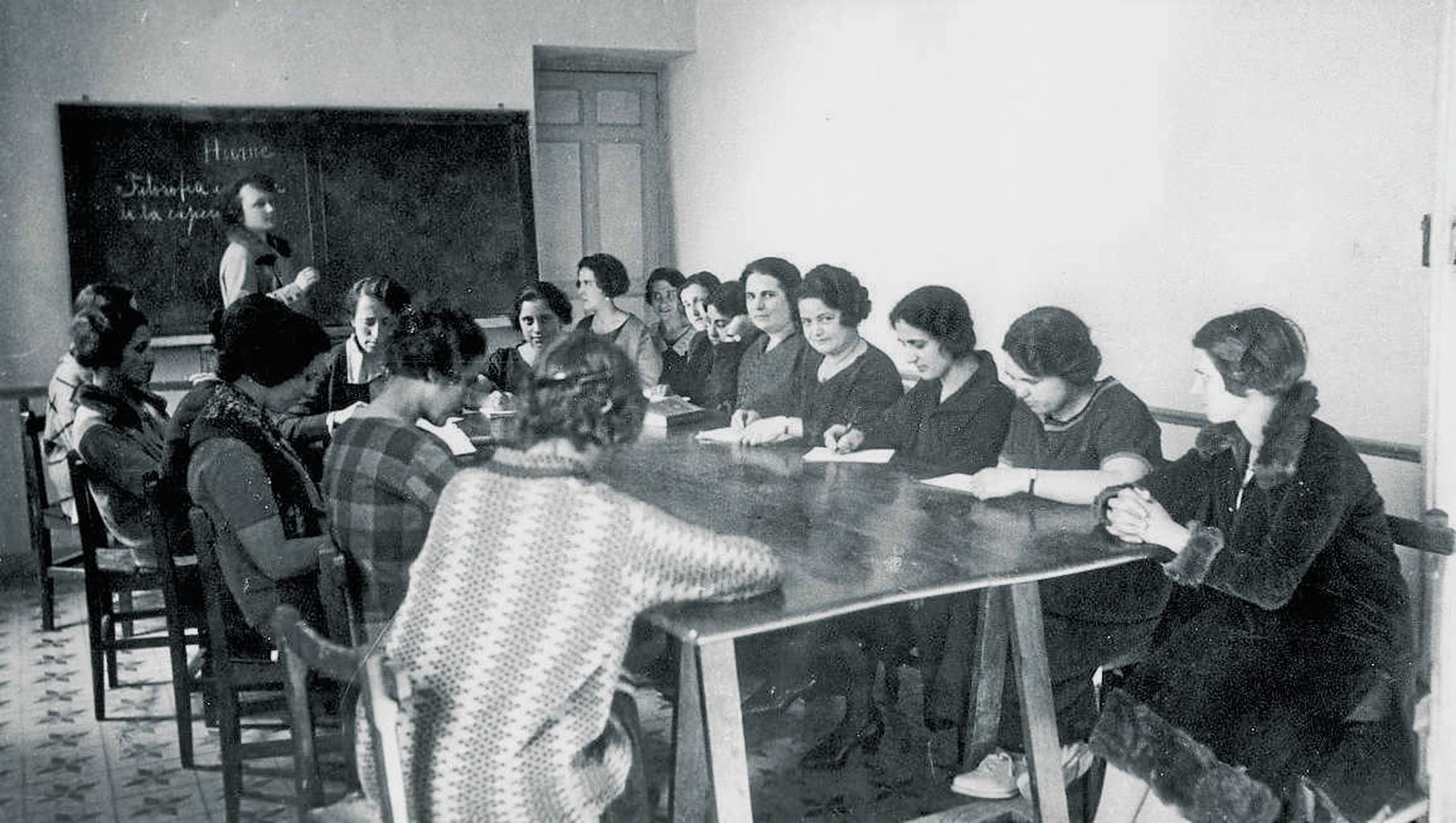
Residencia de Señoritas

La Residencia de las Señoritas, l'istituzione che rivoluzionó l'istruzione femminile in Spagna, venne creata nel 1915 a Madrid dalla Junta para Ampliación de Estudios e Investigaciones Científicas (JAE), l'organismo che fino al 1936 promosse la ricerca e l'istruzione scientifica in Spagna. Diretta per tutto il tempo della sua esistenza da María de Maeztu, è stata il primo centro di formazione nato in Spagna per la promozione dell'istruzione universitaria per le donne provenienti dalla provincia. La Residencia de Señoritas è parte della Residencia de Estudiantes, a cui sono iscritti gli studenti di sesso maschile (sarà frequentata, fra gli altri, da Federico García Lorca, Salvador Dalí e Luis Buñuel); nel 1918 conta, fra maschi e femmine, circa 250 iscritti, che diventeranno 1000 nell'anno 1931-32.

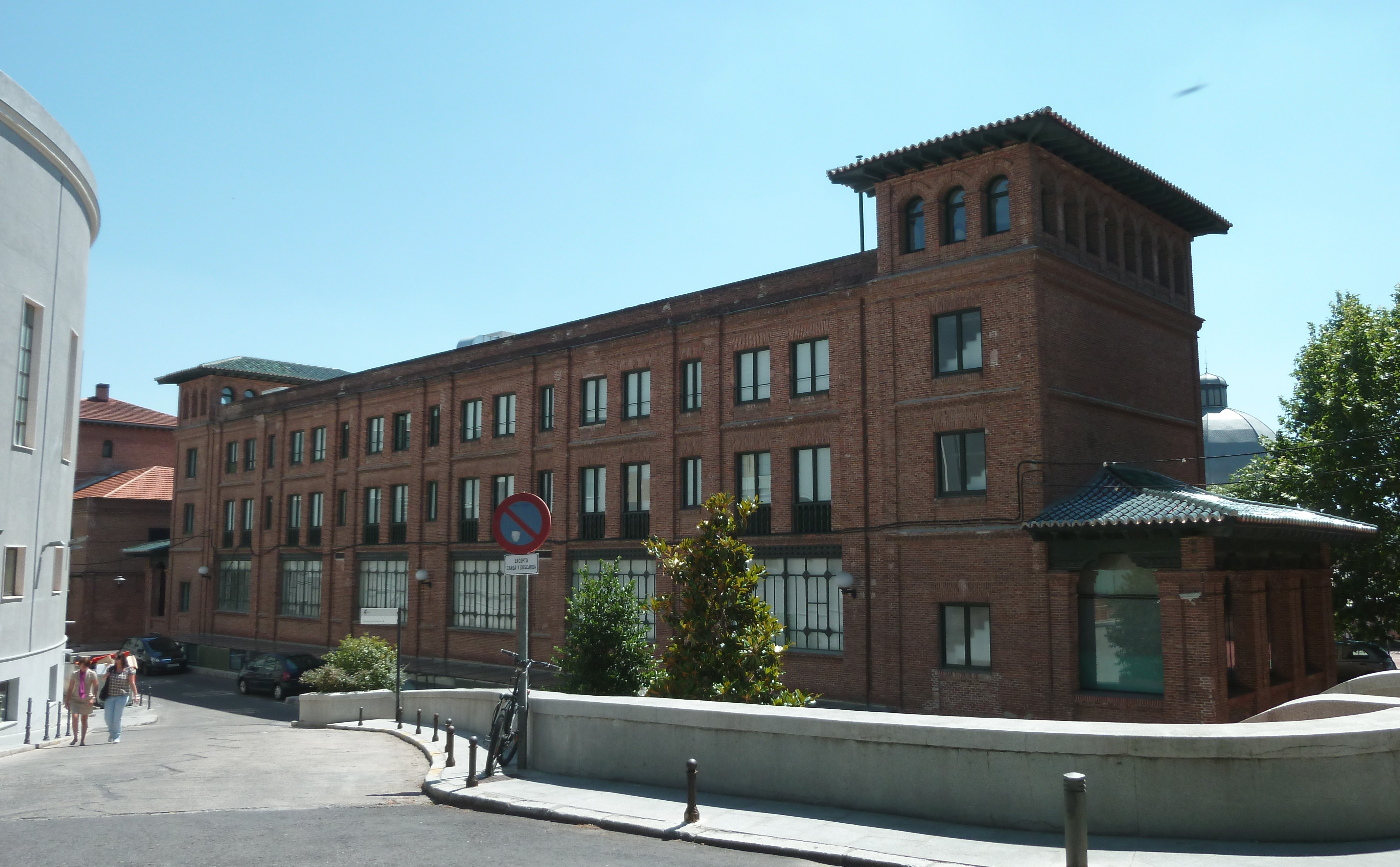
Residencia de Estudiantes

Alle iscritte all'Università di Madrid o a coloro che si preparano ad accedervi, e alle studentesse che nella capitale frequentano altri centri di istruzione, come la Scuola Superiore di Magistero o il Conservatorio di Musica, la Residencia offre alloggi, laboratori, spazi per lo studio, una biblioteca, corsi di lingua, filosofia, pedagogia, cultura generale, come preparazione all'ingresso nelle Scuole superiori e nelle Facoltà. Il programma formativo include l'educazione fisica, viaggi di istruzione, esercitazioni di laboratorio, la partecipazione a conferenze e dibattiti, favorendo il dialogo e lo scambio di idee. Nel corso degli anni Venti si iscrivono alla Residencia soprattutto le giovani che seguono la Scuola di Magistero, ma nel decennio successivo, oltre il 70% delle studentesse è iscritto all'Università di Madrid, e la Residencia dedica corsi e laboratori per l'approfondimento di materie scientifiche di solito riservate agli uomini, come farmacia e chimica, voluti fortemente dalla fondatrice con lo scopo di promuovere l'uguaglianza educativa e professionale tra i due sessi.
Agli eventi in programma - conferenze, dibattiti e letture pubbliche - partecipano i più importanti intellettuali dell'epoca, come Alberti, Ortega y Gasset, Marañón, Pérez de Ayala, Pedro Salinas, Garcia Lorca; esponenti del 98 come Valle-Inclán, Azorín e Baroja; personalità di fama internazionale, tra cui l'italiana Montessori e il premio Nobel Marie Curie. Vi insegnano María Goyri, María Zambrano, Victorina Durán, Maruja Mallo. Partecipano alle sue attività Zenobia Camprubí, Gabriela Mistral, Victoria Ocampo, María Martínez Sierra, Clara Campoamor, Concha Méndez, Victoria Kent.
La Residencia cessa le sue attività nel luglio del 1936; nel 1939 viene trasformata in una residenza femminile della Falange spagnola.

### La Generazione del 27 e le donne autrici

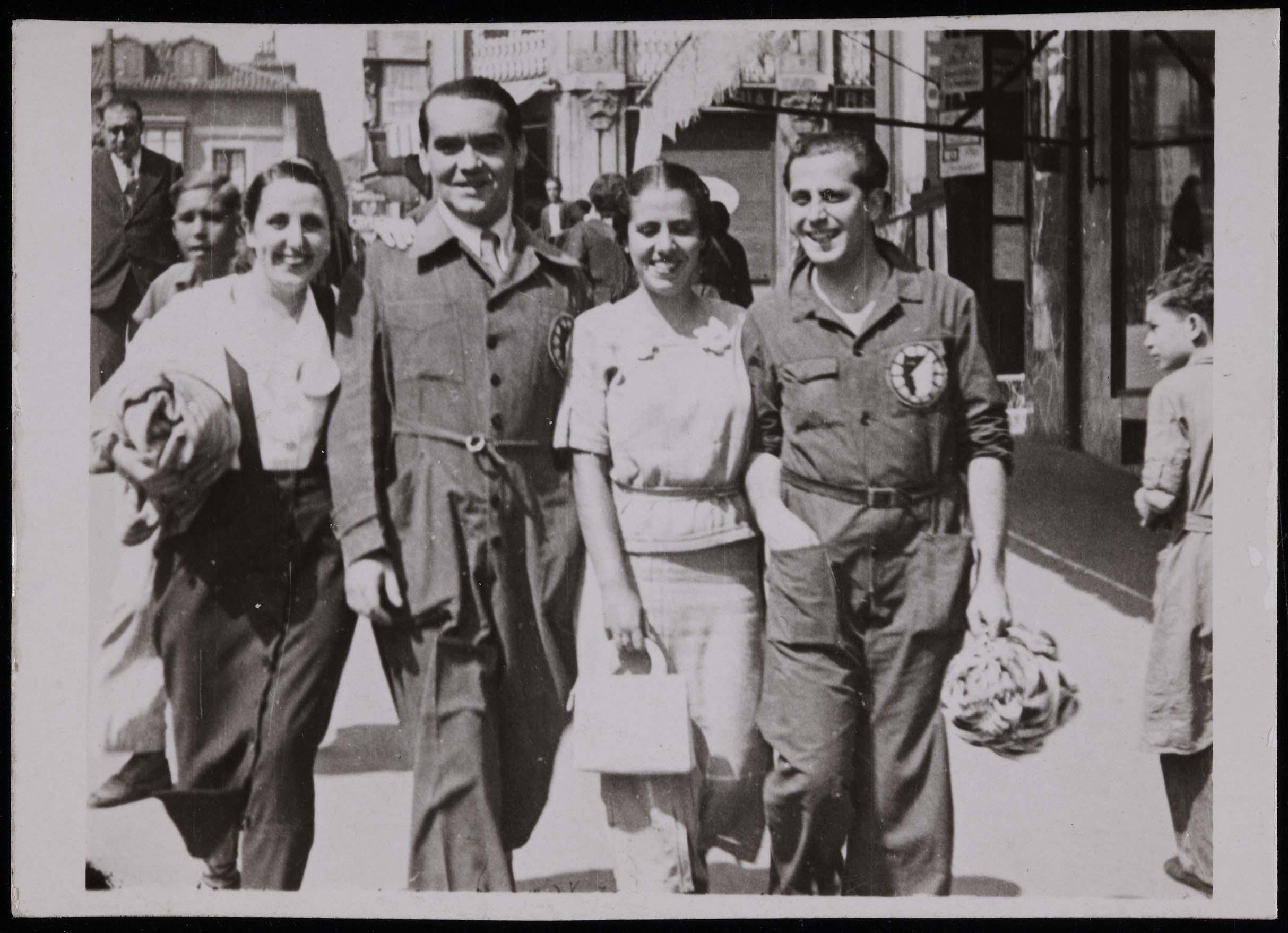
Federico García Lorca (a sinistra) con la sorella e scrittrice Isabel García Lorca, l'attrice María del Carmen García Lasgoity e lo scultore Jacinto Higueras (1933).

Alcuni scrittori, giornalisti e artisti protagonisti della scena culturale dell'epoca mostrarono una notevole attenzione e sensibilità nei confronti della "questione femminile". Ad esempio, il giornalista e politico Francos Rodríguez, sindaco di Madrid e Ministro dell'Istruzione pubblica (La mujer y la política españolas, 1920), lo scrittore e critico Cristóbal de Castro (Teatro de mujeres, 1934). Gli scritti femministi di Maria Martinez Sierra vennero pubblicati sotto il nome del marito, lo scrittore e drammaturgo Gregorio Martínez Sierra (Cartas a las mujeres de España, 1918; Feminismo, feminidad, españolismo, 1920; La mujer moderna, 1920, ecc.). Federico García Lorca in diverse opere teatrali prese di mira la morale del tempo e i tradizionali ruoli di genere, denunciando l'ingiusto destino di moglie e madre che la società riserva alle donne.

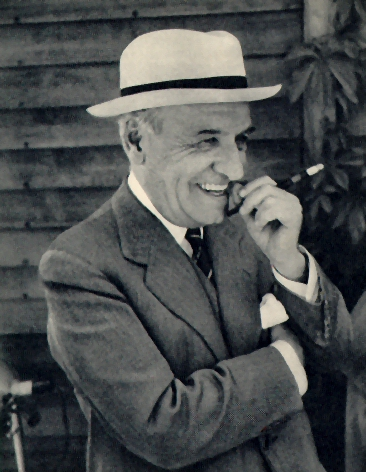
José Ortega y Gasset

Dei cambiamenti in atto nei primi decenni del secolo, e del nuovo protagonismo femminile nel campo delle lettere e delle arti, si ha menzione e riscontro in molte riviste dell'epoca. La rivista letteraria aragonese Noreste fondata dal poeta, editore e gallerista Tomás Seral y Casas, sollecitò e offrì largo spazio alle opere realizzate da donne. Vi parteciparono attivamente scrittrici, poetesse, illustratrici, pittrici, come Maruja Falena, Mercedes Ballesteros, Carmen Conde, Maruja Mallo, Norah Borges; nella primavera del 1935, un intero numero venne dedicato alle donne "eroine" dell'avanguardia.
Già nel decennio precedente molte autrici avevano pubblicato i loro contributi in importanti riviste letterarie della capitale, ma quasi sempre in una posizione di marginalità. Ad esempio, la Gaceta Literaria (1927-1932), la rivista più rappresentativa del movimento avanguardista spagnolo e della Generazione del 27, se pur ne raccoglieva i contributi, finiva con l'accorpare e isolare le giovani poetesse - con una certa galanteria mista a condiscendenza - in un gruppo separato: nel n. 7 viene pubblicata una "mapa de poetisas" e nel n. 9 una selezione intitolata Mapa en rosa. Il giudizio di dubbia qualità di questa produzione, se non la diretta liquidazione della possibilità da parte delle donne di produrre versi degni di nota, vengono apertamente sostenuti da uno dei più influenti intellettuali del periodo, Ortega y Gasset. In un articolo del 1923 pubblicato nella Revista de Occidente e dedicato alla poetessa francese Anna de Noailles, egli afferma che le donne sono incapaci di produrre grande poesia in quanto - a differenza degli uomini - prive di capacità spirituale e del dono dell'originalità.
Negli anni 1923-1929 la Revista de Occidente ospita il maggior numero di interventi teorici a sostegno della diversità innata fra i sessi: quattro autori (i tedeschi George Simmel e Carl Jung, Ortega y Gasset e Gregorio Marañon) contribuiranno in nove articoli a definirne le caratteristiche, riassumibili nelle dicotomie cultura/natura, trascendenza/immanenza, oggettività/soggettività, spirito (intelletto)/anima (emozioni), logos/eros. A partire da queste peculiarità, gli intellettuali raccolti intorno a questa rivista confermeranno la secolare concezione dell'inferiorità intellettuale delle donne, il cui destino è fatto coincidere con la maternità; la minaccia della «mascolinizzazione contronatura» di cui ritengono responsabile l'incipiente movimento femminista, secondo i redattori colpirà tutte coloro che intenderanno occuparsi di attività tradizionalmente riservate agli uomini.
Altre figure note del periodo confermeranno questa visione: durante la lunga relazione sentimentale che Concha Méndez intrattenne con il regista Luis Buñuel, questi cercò di dissuaderla a intraprendere l'attività di poetessa, e non la presentò mai ai suoi amici letterati. Antonio Oliver, poeta, critico letterario, riconosciuto membro della Generazione del 27, confermando i pregiudizi del tempo, vieterà alla futura moglie Carmen Conde di pubblicizzare attraverso l'invio di apposite lettere alle redazioni delle riviste l'opera da lei scritta, Brocal, non ritenendo pertinente che una donna intrattenesse una corrispondenza di tipo professionale.
Gli anni venti, «los años felices», sono testimoni di questa profonda contraddizione: se da una parte aprono alle donne ampi orizzonti d'azione e una più marcata consapevolezza delle loro capacità, la cultura dominante, in nome del determinismo biologico sostiene la disuguaglianza dei sessi e i valori patriarcali. La società spagnola e la maggioranza degli intellettuali mantengono un atteggiamento di preclusione nei confronti delle donne che vogliono svolgere una carriera letteraria, ritenuta un'indebita invasione di campo. Quando non respinte, esse vengono tenute ai margini, confinate in un settore distinto e in uno status culturale inferiore, quello della produzione "femminile".

## Ricezione da parte dei contemporanei
Molti studi, a partire dagli anni ottanta del Novecento, hanno svolto indagini sulla presenza delle donne poetesse e scrittrici nella produzione antologica dei decenni pre e postguerra, come indice della loro avvenuta inclusione o meno nel canone letterario. In generale, se fino agli anni Settanta del XX secolo una cinquina di poetesse e scrittrici - Chacel, Mendez, Champourcin, de la Torre, Conde - viene menzionata con una certa costanza, le altre sprofondano per lo più nell'oblio, o vengono del tutto marginalizzate. 

### Gli anni trenta del Novecento

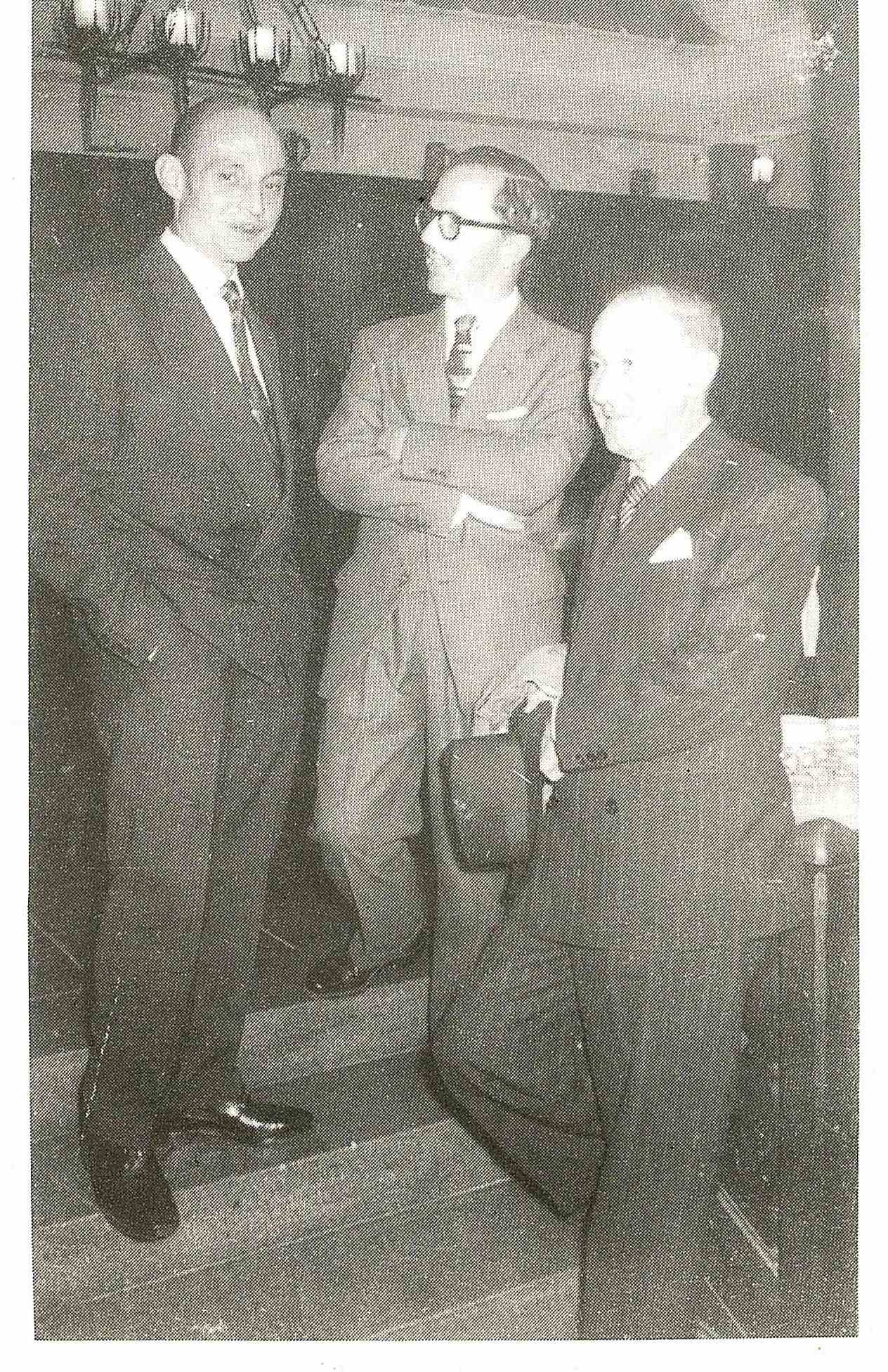
José Hierro e Gerardo Diego

Alcune poetesse sono nominate per la prima volta nel 1930 in uno studio dedicato alla poesia spagnola contemporanea di Ángel Valbuena Prat, uno degli storici letterari più prestigiosi del dopoguerra, molto vicino al gruppo della Generazione del 27. Nel trattare "las ultimas tendencias" cita «un nombre de mujer, unido al de su hermano y mentor»: Josefina de la Torre, alla quale aggiunge, come esempio dell'«abbondante fioritura di poetesse», Ernestina de Champourcin e Concha Méndez Cuesta.
Due anni dopo, nella più famosa antologia che detterà il canone e la ricezione della Generazione del 27 come gruppo letterario, Poesía española. Antología 1915-1931, redatta da uno dei suoi più riconosciuti componenti, Gerardo Diego, non vi è traccia di alcuna donna. Come conseguenza delle polemiche suscitate nell'ambiente letterario dalla selezione operata, due anni dopo Diego pubblica una nuova edizione ampliata, Poesía Española. Antología (Contemporáneos), che estende il periodo esaminato dall'inizio del secolo all'anno corrente (1901-1934), aumentando il numero dei poeti, fra cui vengono incluse due donne: Ernestina de Champourcin e Josefina de la Torre. L'autore precisa che la decisione di includere la prima non è stata presa da lui, ma effettuata «in compromesso o in accordo» con altri.
Nella Historia de la literatura española pubblicata nel 1937, Ángel Valbuena Prat cita nelle due brevi pagine dedicate a Las poetisas nel capitolo finale Los nuevos valores en la poesía y la prosa, le tre poetesse già nominate nel lavoro di sette anni prima, precisando di averle incluse per obbligo di "galanteria" e di "giustizia". Josefina de la Torre è definita la «musa niña», di Ernestina de Champourcin viene sottolineata la sensibilità, tutta femminile, alla vita e all’amore; Concha Méndez è presentata come la moglie di Altolaguirre. La produzione poetica di queste autrici viene strettamente legata alla loro appartenenza al genere femminile.
Per quanto riguarda le autrici di opere teatrali, gli unici studi pubblicati prima della guerra civile sono quelli di Maria Victoria de Lara, due articoli dal titolo De escritoras españolas pubblicati tra il 1931-32 nel Bulletin of Spanish Studies, e di Margarita Nelken, Las escritoras españolas, uscito a Madrid nel 1930. Uno studio sulle recensioni presenti nei principali quotidiani nazionali del tempo (ABC, El Debate, La Época, Heraldo de Madrid, La Libertad, El Liberal, El Sol e La Voz) e sulla diffusione delle opere pubblicate, ha permesso di far luce sul grado di popolarità raggiunto, e sui codici teatrali e sociali allora utilizzati per valutare criticamente le loro opere. Delle circa quaranta autrici, traduttrici, adattatrici teatrali attive fra il 1918 e il 1936, quella che ricevette maggior successo di pubblico e di critica è risultata essere Pilar Millán Astray, di idee conservatrici, arrestata nel 1936 per alcuni mesi dai repubblicani per aver sostenuto la ribellione dei militari, e successivamente sprofondata nell'oblio.

### Il periodo della dittatura franchista

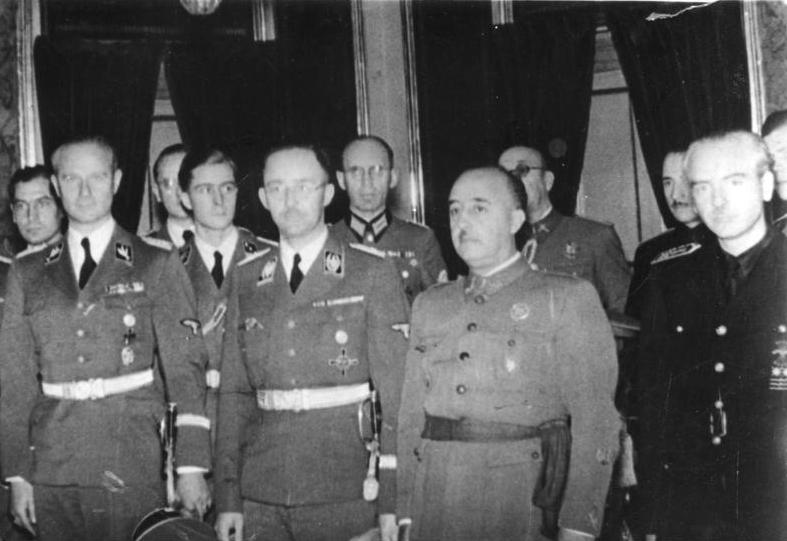
Francisco Franco e Heinrich Himmler

Nel 1939 viene instaurato un regime dittatoriale che durerà quasi quarant'anni, e provocherà l'esilio di molti protagonisti della generazione letteraria del 27, fra cui Rosa Chacel, Concha Méndez, Maria Teresa Léon. I cambiamenti politici, economici, sociali avvenuti durante il franchismo avranno effetto anche sulla condizione femminile: l'uguaglianza giuridica viene cancellata. Durante la dittatura - solo dopo la morte di Franco, avvenuta nel 1975, si svolgeranno nuove elezioni - vengono aboliti il matrimonio civile, il divorzio e l'aborto. A maschi e femmine viene riservata un'istruzione separata, fondata su ruoli distinti. Queste trasformazioni e la rinnovata enfasi sulla donna come "angelo del focolare", condurranno a mettere sotto silenzio la produzione di molte delle autrici attive negli anni Venti e Trenta, anche se alcune di loro continueranno ad essere nominate nelle antologie. 

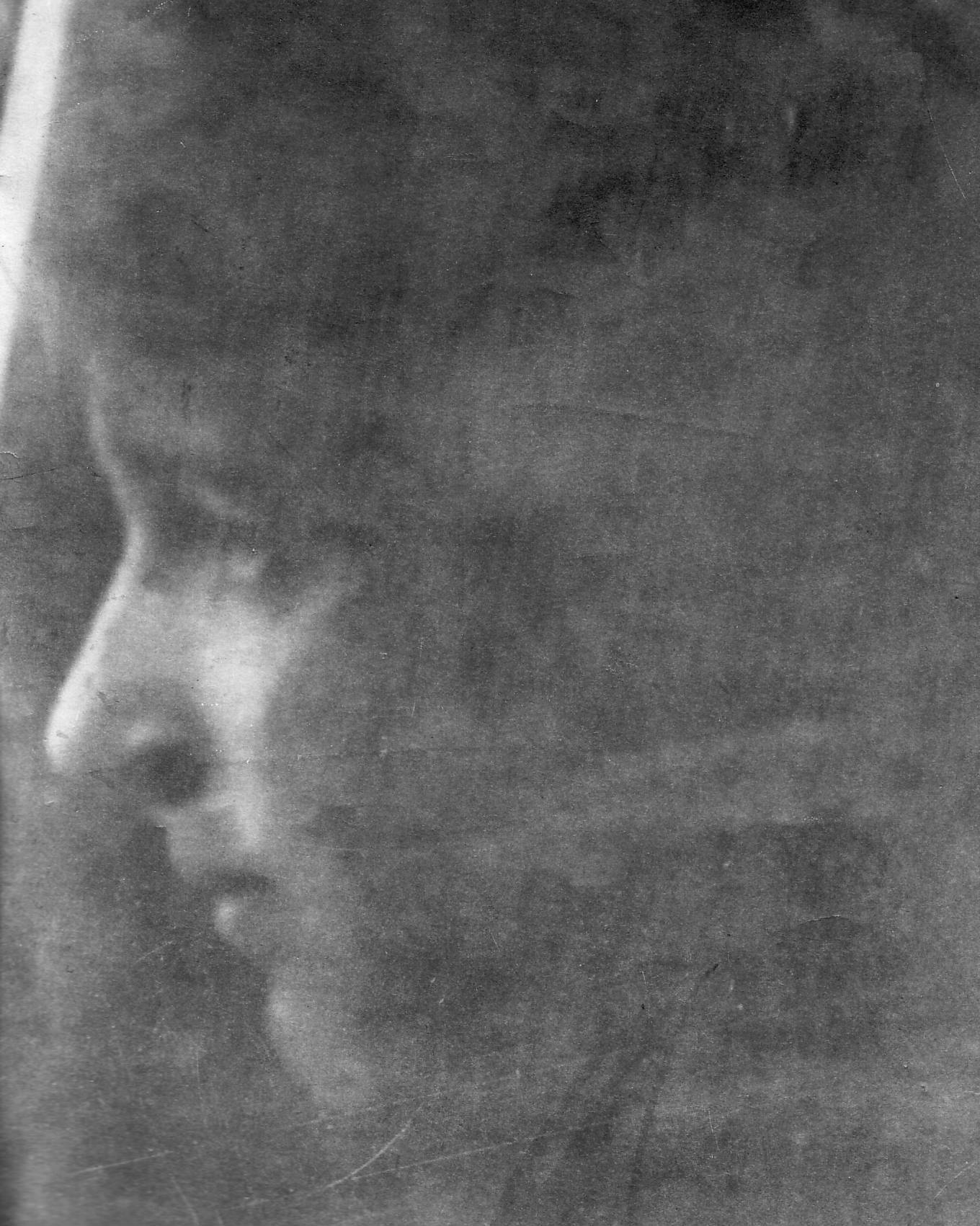
María Zambrano

Nel 1946, a cura dello scrittore e giornalista César González Ruano, viene pubblicata l'Antología de poetas españoles contemporáneos en lengua castellana. Tra i 261 poeti citati, vengono incluse diciotto autrici, espressione del «ricco paesaggio della poesia femminile spagnola»: Ernestina de Champourcin, Carmen Conde, Concha Méndez, Josefina de la Torre, Rosa Chacel, Pilar de Valderrama, Ana María de Cagigal, Cristina de Arteaga, Elisabeth Mulder, María Teresa Roca de Togores, Ana María Martínez Sagi, Clemencia Laborda, Dolores Catarineu, Marcela Sánchez Coquillat e María Antonia Vidal. 
Ancora un numero molto rilevante di poetesse è quello censito da Enrique Vázquez de Aldana in Safo en Castilla. Antología de más de doscientas poetisas españolas, en sonetos ortodoxos (1953), che raccoglie 249 autrici, dal XVI in poi; 34 di queste hanno prodotto un libro di poesie nel periodo compreso fra il 1900 e il 1936. L'inclusione di alcune figure femminili nella Generazione del 27 è opera invece di Vicente Gaos che nel decennio successivo assegna un posto nell'Antologia del grupo poetico del 27 (1965) a Concha Méndez e Rosa Chacel.
In generale si può affermare che dal punto di vista della presenza nella produzione antologica la recezione delle scrittrici del periodo preguerra rimane per decenni più o meno quella degli anni venti e trenta; verranno citate con maggior frequenza, diventando una sorta di «canone femminile», le tre autrici nominate da Valbuena Prat (Josefina de la Torre, Ernestina de Champourcin, Concha Méndez), a cui si aggiungono Carmen Conde, in assoluto la poetessa più citata nelle antologie del periodo 1940-1980, e Rosa Chacel. Scompariranno del tutto, invece, altre autrici, come María Luisa Munoz de Buendia e Lucía Sánchez Saournil.

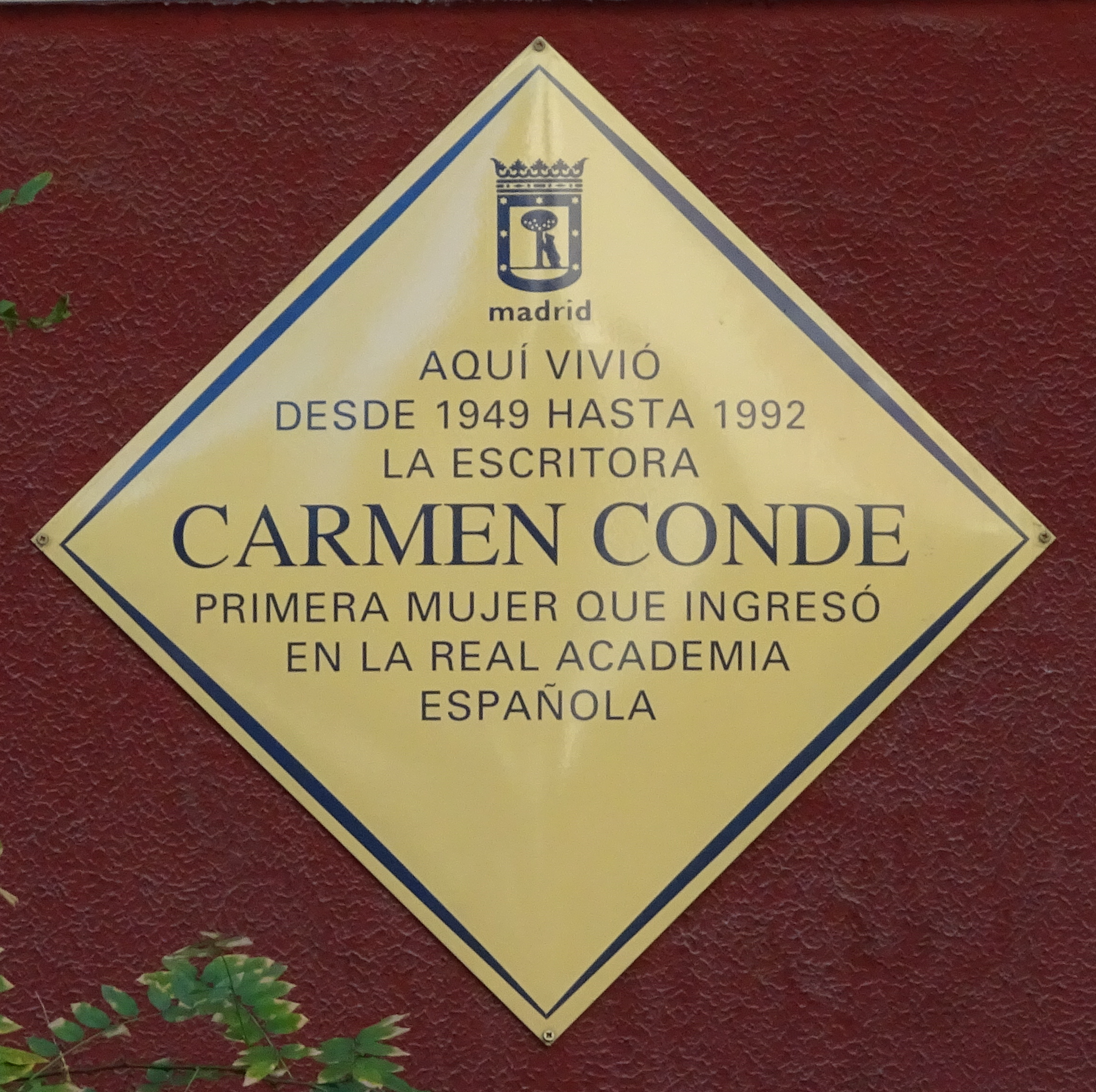
Carmen Conde fu la prima donna eletta nella Real Accademia Española

#### Le antologie curate da donne
Un dato di novità del periodo postguerra è costituito dalla pubblicazione di antologie curate da donne. La prima del periodo postguerra, Cien años de poesia femenina española e hispano-americana. 1840-1940, è prodotta da una poetessa, María Antonia Vidal. Nell'ultima delle tre sezioni in cui è suddivisa l'opera (Romanticismo, Modernismo, Nueva Poesía) vengono incluse, fra le altre, Ernestina de Champourcin e Concha Méndez, Josefina de la Torre, Rosa Chacel, Margarita de Pedroso. Da parte dell'autrice si rileva una certa sudditanza nei confronti dell'ideologia dominante, che vuole le donne votate alla cura della casa e della famiglia: depotenziando preliminarmente il valore dei versi raccolti nell'antologia, Vidal rassicura i lettori che «è fuori dubbio che nessuna scrittrice al momento, e forse mai, raggiungerà l'altezza e la profondità di un grande scrittore».
Esce nel 1954 la prima edizione dell'antologia Poesía femenina española viviente, redatta da Carmen Conde, una delle poetesse più vicine agli storici componenti della Generazione del 27, e progressivamente integrata, nel periodo postguerra, nella vita letteraria franchista. Il proposito dichiarato dall'autrice di farsi patrocinatrice della poesia femminile, nel Prologo di un'edizione successiva dell'opera risulterà mitigato dal riferimento al «fenomeno de la no preciosidad de nuestra poesía femenina viviente», che si tradurrà in una sorta di consiglio all'autolimitazione volontaria, rivolto alle donne che intendono dedicarsi alla scrittura poetica. La selezione dei versi, attuata da Conde con il criterio di presentare solo le poetesse da lei maggiormente conosciute, comprende 26 nomi di autrici attive al momento della pubblicazione del libro. Mentre sono presenti Ernestina de Champourcin e Josefina de la Torre, non sono incluse Concha Méndez e Rosa Chacel, personalmente frequentate da Conde prima del loro forzoso esilio, e già comparse in molte delle antologie precedenti.
Nello stesso anno vede la luce l'Antología biográfica de escritoras españolas (1954), di Isabel Calvo de Aguilar, mentre è degna di nota, nel decennio successivo, la pubblicazione in Italia della più completa e consistente antologia di poetesse spagnole del XX secolo, Voci femminili della lirica spagnola del '900, a cura di Maria Romano Colangeli, che dedica più di 1200 pagine a 19 autrici, con note bio-bibliografiche e analisi metrico-stilistica dei versi selezionati. Anche in questo caso risulta particolare la selezione effettuata: sono presenti Concha Méndez, Carmen Conde, ed escluse Rosa Chacel, Ernestina de Champourcin e Josefina de la Torre.

## La riscoperta

### Gli ultimi decenni del Novecento
Negli anni ottanta del Novecento, a partire dagli Stati Uniti si sviluppa un dibattito critico sul canone letterario. Il decostruzionismo, la critica femminista e marxista e altri approcci disciplinari nati sull'onda del multiculturalismo, ne pongono in discussione - sulla base dei parametri di classe, razza e genere - la presunta neutralità, ritenendo che esso sia espressione e baluardo dell'ideologia e dei valori dominanti.
In Spagna dalla metà degli anni settanta, dopo la morte di Franco, i cambiamenti sociali e politici in atto sono visibili anche nella proliferazione della produzione letteraria femminile e nell'opera di riscoperta e recupero di autrici per decenni dimenticate: la presenza di donne nelle antologie poetiche, che nel periodo della dittatura franchista si era attestata all'8.3% sul totale degli autori nominati, aumenterà al 19,3% nei soli anni 1980-1989.

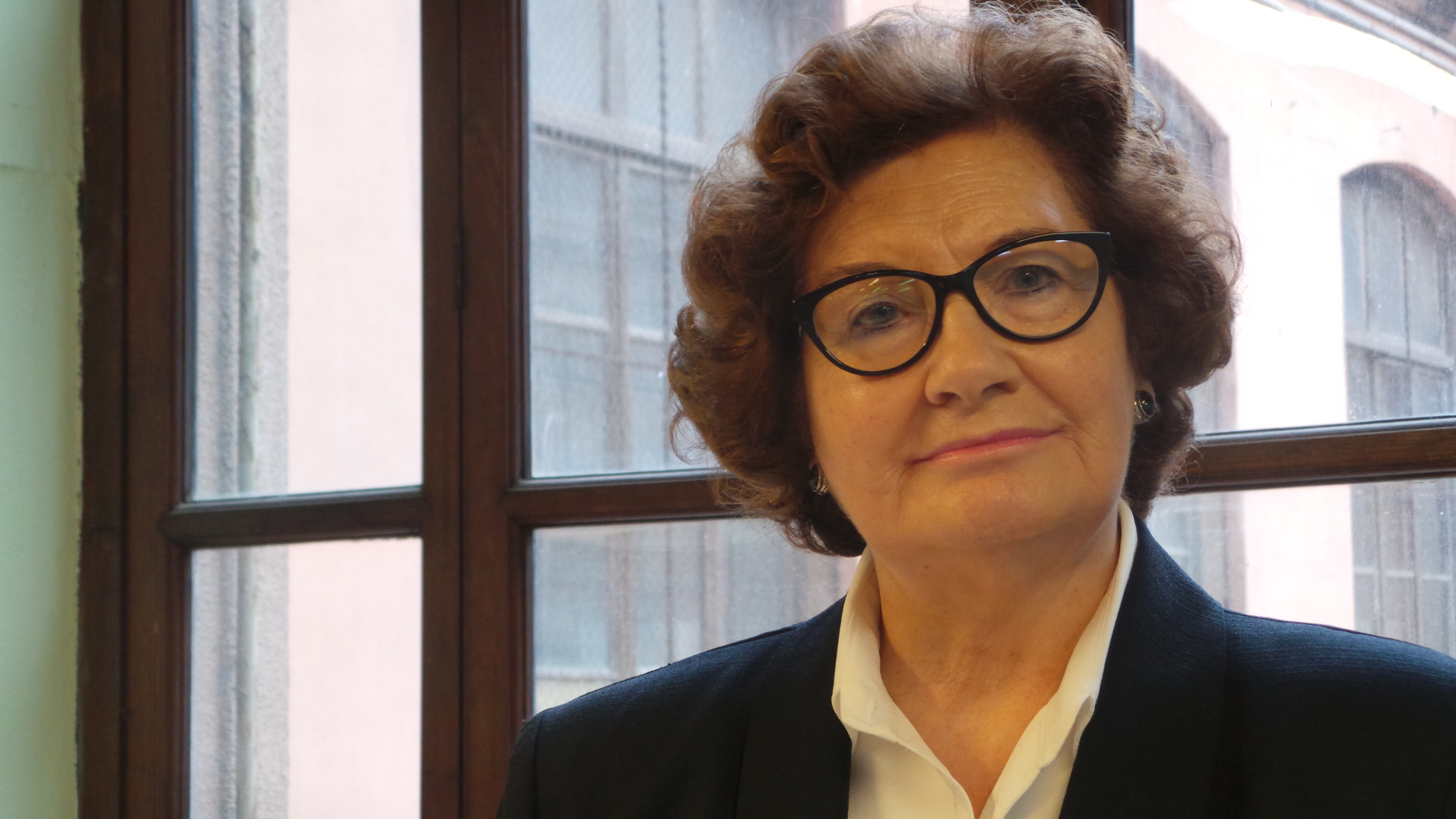
Antonina Rodrigo ha curato con Montserrat Roig la raccolta Mujeres de Espana (las silenciadas) (1979).

Alcuni studi di orientamento femminista indagano sulla condizione femminile e sulla presenza delle donne nel mondo della cultura e delle arti, e ricerche spesso a sfondo bio-bibliografico, prodotte anche da studiose ispaniste d'oltreoceano, documentano l'esistenza di scrittrici e di una vasta produzione femminile, riscoprendo autrici lasciate ai margini della storiografia letteraria. Per quanto riguarda le donne della generazione del 27, in Mujeres de Espana (las silenciadas), curato nel 1979 dalle scrittrici femministe Antonina Rodrigo e Montserrat Roig, alcuni capitoli sono dedicati alle biografie di María Teresa León (scrittrice), Zenobia Camprubí (poetessa e traduttrice), Margarita Xirgu (attrice), María Blanchard (pittrice), María Luz Morales (giornalista). Il saggio di Emilio Miró del 1987, Algunas poetas espanolas entre 1926 y 1960, indaga sulle poetesse spagnole, comprese quelle degli anni venti e trenta, come Carmen Conde, già oggetto di un precedente (1979) studio dell'autore; altre ricerche interessano Rosa Chacel, a cui è dedicato il numero 85 (1988) della rivista Anthropos, Carmen Conde e Concha Mendez.
Nel 1986 un numero monografico della rivista Litoral è dedicato alla letteratura femminile nella Spagna contemporanea, con l'intento di dare visibilità a questa produzione e sanare l'avvenuta esclusione delle donne dalle antologie, comprese «le scrittrici della chiamata Generazione del 27», evidenziando la loro presenza nelle principali scuole e tendenze, dalla "poesía pura" al "postnovísimo". Anche un saggio di José-Carlos Mainer del 1989 denuncia l'assenza delle «Mujeres del 27» dal profilo canonico della Generazione, e citando la Historia de la Literatura espanola di Valbuena Prat, propone di considerarle un gruppo e articola in tre fasi il periodo della loro produzione: "Primeras armas líricas (1923-1927)", "La plenitud (1927-1932), "Libro poéticos del 1936". Nello stesso anno esce l'antologia Novelas breves de escritoras españolas (1900-1936) curata da Ángela Ena Bordonada, nella cui Introduzione la curatrice descrive le donne presentate nel libro come partecipanti attive - e non solo fruitrici - della vita culturale del tempo, dal campo dell'educazione, della politica, e del giornalismo, a quello della letteratura e dell'arte, e persino della ricerca: «Le scrittrici presentate in questa edizione sono autentiche rappresentanti dell'accesso delle donne, della classe media e alta, alla società, da una solida base culturale: l'istruzione secondaria - e in alcuni casi, superiore - la padronanza di diverse lingue, l'amore per il viaggio, la capacità e l'attitudine oratoria, l'esercizio di diverse professioni, la difesa degli ideali.»
Alle donne della Generazione del 27, identificate come gruppo, riserva un numero monografico la rivista Insula nel 1993. L'articolo di Emilio Miró Las poetisas del 27 dedicato a Ernestina de Champourcín, Josefina de la Torre, Concha Méndez, Carmen Conde e Rosa Chacel, diventerà poi un libro, Antología de poetisas del 27, pubblicato nel 1999 da Editoral Castalia.
Nel 1993 Pilar Nieva de la Paz pubblica alcuni articoli - fra cui uno studio sulla produzione teatrale di Concha Méndez - e una monografia sulle autrici drammatiche spagnole tra il 1918 e il 1936; qualche anno dopo il volume quinto della serie Breve historia feminista de la literatura española (en lengua castellana), curato da Iris M. Zavala, raccoglie alcuni saggi sulla produzione letteraria femminile dal XIX secolo alla contemporaneità, dedicando alcuni capitoli alla presenza delle donne nel teatro, nella novellistica (uno studio è dedicato in specifico a Rosa Chacel) e negli studi filosofici.
Nel 1997, su sollecitazione degli studenti che gli chiedono come mai i suoi corsi sulla poesia spagnola del periodo preguerra includano solo poeti di sesso maschile, lo studioso statunitense John Chapman Wilcox scrive Women Poets of Spain, 1860-1990: Toward a Gynocentric Vision, un'opera importante perché compie una ridefinizione del canone letterario e apre la strada a ulteriori ricerche sulla produzione poetica femminile spagnola nei secoli XIX-XX. Nel libro vengono esposti i principali concetti delle teorie femministe (Virginia Woolf, Elaine Showalter, Sandra Gilbert) che formano la base di questa nuova interpretazione, centrata sulla ricerca delle caratteristiche distintive della poesia femminile, e studiate alcune poetesse della «male-dominated Generation of 1927», come Ernestina de Champourcin, Concha Méndez, Carmen Conde, Ángela Figuera. Secondo l'autore la poesia prodotta da donne non rappresenta un fenomeno recente, ma una tradizione ignorata le cui radici risalgono agli albori della poesia spagnola.

### Il nuovo secolo
Il nuovo secolo si apre con alcuni importanti studi sulla condizione e produzione femminile in Spagna nelle prime tre decadi del Novecento, realizzati da ispanisti nordamericani. Il primo pubblicato, nel 2000, è lo studio di Gregory K. Cole sulle poetesse della Generazione del 27. L'autore identifica quindici autrici, incluse a pieno titolo nella "Generazione", e per sei di loro approfondisce la ricerca, non limitata alla poesia ma estesa anche ai generi del romanzo e del teatro: Pilar de Valderrama, Elisabeth Mulder, Rosa Chacel, Josefina de la Torre, Concha Mendez ed Ernestina de Champourcin.
Lo studio di Catherine Bellver pubblicato nel 2001, Absence and Presence. Spanish women poets of the Twenties and Thirties, si concentra anch'esso su cinque poetesse degli anni venti e trenta - Méndez, de la Torre, Chacel, Conde e Champourcin - ma segue un'altra prospettiva critica. L'autrice dichiara nell'Introduzione di voler esaminare se e in quale modo queste poetesse abbiano manifestato la loro integrazione o autonomia nei confronti delle tendenze letterarie prevalenti a quel tempo. Un largo spazio, prima dei capitoli dedicati all'analisi della produzione delle singole poetesse, è dedicato all'esame delle ragioni - letterarie, sociali, politiche - della loro estromissione dal canone letterario.
Sempre del 2001 è Las modernas de Madrid di Shirley Mangini, docente di Letteratura spagnola presso l'Università della California, un'opera che - a detta dell'autrice - non pretende essere una critica letteraria o un'analisi sociopolitica, ma «una biografia collettiva che riflette le motivazioni e le ideologie, i successi e le sconfitte di alcune donne eccezionali che vissero e lavorarono a Madrid in un'epoca di grandi cambiamenti e di notevole progresso per le donne».
Ancora di una studiosa statunitense, Susan Kirkpatrick, esperta di letteratura spagnola del XIX-XX secolo e di tematiche di genere, è un altro importante libro uscito nel 2003: Mujer, modernismo y vanguardia en España, 1898-1931 (Cátedra, 2003), in cui l'autrice compie un'analisi approfondita, dal punto di vista letterario e sociologico, delle scrittrici spagnole che hanno vissuto e lavorato a Madrid fra la fine del XIX secolo e i primi anni Trenta del Novecento, e di come esse abbiano dovuto lottare per ottenere riconoscimento in un mondo dominato dagli uomini. All'interno di una tipica società patriarcale, queste autrici nella loro ricerca di definizione della modernità in cui esprimere le proprie identità artistiche, avrebbero rappresentato una componente significativa dell'avanguardia storica spagnola, partecipando attivamente e in qualche modo precorrendo la rivoluzione culturale degli anni venti e trenta.

Logo del Consejo Superior de Investigaciones Científicas (CSIC)

Anche nella Spagna dei primi anni del XXI secolo vengono avviati importanti studi e progetti di ricerca sulla produzione culturale femminile nelle prime decadi del Novecento, sulle diverse rappresentazioni e declinazioni dell'identità femminile, sul posto occupato dalle donne nella sfera pubblica, sull'evoluzione dei ruoli e delle relazioni di genere, utilizzando come fonte principale la creazione letteraria e artistica. Il Consiglio Nazionale delle Ricerche spagnolo (Consejo Superior de Investigaciones Científicas, CSIC) nel 2000 finanzia il progetto Mujer y teatro: nuevas aportaciones al canon escénico (1900-1936), seguito alcuni anni dopo da Imágenes de la mujer profesional en la literatura de las escritoras españolas de la Generación del 27 (2005-2008), e nel biennio 2010-2012, da Mujer y esfera pública en la literatura española (1900-1950), affidati alla direzione di Pilar Nieva-de la Paz, autrice già dai primi anni Novanta di studi sulle scrittrici di teatro spagnole della prima metà del Novecento. Frutto di questi progetti di ricerca saranno nel 2008 le raccolte di saggi, con collaborazione di ispanisti internazionali, Mujer, literatura y esfera publica: Espana, 1900-1940 e nel 2009 Roles de género y cambio social en la literatura española del siglo XX.
Nel 2010 viene pubblicata a cura di Pepa Merlo l'antologia Peces en la tierra: antología de mujeres poetas en torno a la Generación del 27, in cui vengono raccolte poesie di venti autrici vicine alla generazione del '27, alcune delle quali completamente sconosciute al pubblico.

## Ragioni dell'esclusione dal canone letterario

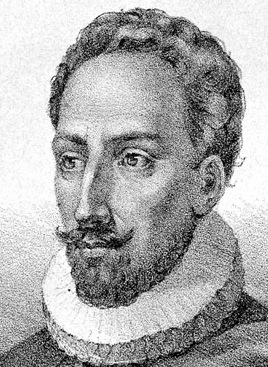
Miguel de Cervantes

Secondo Bellver le ragioni che hanno determinato l'esclusione delle donne della Generazione del 27 dalle storie della letteratura, dalle antologie e dagli studi critici sono attribuibili a una serie eterogenea di circostanze letterarie, culturali e politiche, tra cui la studiosa include le vicende personali e l'esilio cui molte scrittrici furono costrette dopo lo scoppio della guerra civile. Altri storici e critici hanno fatto riferimento alla scarsa qualità della produzione femminile rispetto a quella dell'altro sesso, ossia dei riconosciuti esponenti della Generazione, mentre nel fronte opposto la critica femminista ha rilevato come le opere prodotte da donne siano state spesso sottoposte a pregiudizi e stereotipi di genere. Enfatizzandone l'appartenenza al mondo femminile, esse sarebbero state analizzate all'insegna della dicotomia razionale/irrazionale, mente/corpo, oggettività/soggettività, e confinate ai temi dell'amore, delle emozioni, del sentimento, del quotidiano e del materno. La produzione femminile, trattata con paternalismo e condiscendenza, sarebbe stata collocata in una gerarchia di valori inferiori a quella della poesia scritta da uomini e ritenuta poco significativa dal punto di vista tecnico ed estetico. Secondo questa interpretazione l'assenza delle donne dal canone letterario sarebbe da ritenersi rivelatrice di un atteggiamento misogino che dovrebbe far riflettere sul difficile percorso che le scrittrici hanno dovuto affrontare per vedersi riconoscere un'identità letteraria, in campi ritenuti di esclusivo dominio maschile.
Sempre con riferimento all'interpretazione femminista, anche Wilcox sottolinea come gli intellettuali della Generazione del 27 abbiano definito e costruito il gruppo a partire dalla loro prospettiva di poeti maschi, imponendo una visione del mondo androcentrica e patriarcale. María del Mar López-Cabrales sottolinea come l'emarginazione delle donne dal canone letterario riveli l'inconsistenza del mito dell'intellettuale aperto e sensibile alle differenze dell'altro, in questo caso rappresentato dalle donne.
Cecilia Dreymüller rileva come l'esclusione dalle donne dalle Antologie poetiche del secolo XX non abbia mai ricevuto delle vere motivazioni da parte degli estensori di queste raccolte, e ribadisce come i premi letterari assegnati a donne e gli studi critici prodotti sulla loro produzione smenticano la supposta mancanza di qualità dei loro lavori. Se da una parte l'autrice concorda nell'individuare come principale problema quello della mancata eguaglianza di trattamento e di riconoscimento delle donne autrici, dall'altra denuncia la reticenza delle poetesse spagnole a identificarsi come genere e a riconoscere la propria marginalizzazione, e il conformismo che condurrebbe anche le donne curatrici delle antologie a confermare i nomi già noti nel "mainstream poetico", privando di attenzione chi non fa parte dell'"establishment letterario".

## Elenco delle donne della Generazione del 27
L'elenco, non esaustivo, considerato l'elevato numero di ricerche ancora in corso, comprende autrici e artiste menzionate e/o oggetto di studi critici. Molte di queste donne si distinguono per la loro poliedricità: ad esempio María Teresa Leon fu poetessa, scrittrice di romanzi, racconti, sceneggiatrice cinematografica, traduttrice, drammaturga. Nei casi in cui le autrici abbiano prodotto opere collocabili in settori diversi, i loro nomi compaiono più volte. Ogni suddivisione segue un ordine alfabetico. 

### Scrittrici, poetesse
L'elenco comprende le scrittrici che pubblicarono le loro opere nello stesso periodo della Generazione del 27:
- Consuelo Berges (1899-1988)
- Clara Campoamor  (1888 - 1972)
- Zenobia Camprubí (1887-1956)
- Josefina Carabias (1908-1980)
- Luisa Carnés, pseud.: Clarita Montes (1905-1964)
- Rosa Chacel (1898 - 1994)
- Ernestina Champourcin (1905 - 1999)
- María Francisca Clar Margarit, pseud.: Halma Angélico, (1888-1952)
- Carmen Conde (1907-1996)
- María de Echarri (1878-1955)
- Margarita Ferreras (1900-1964)
- Ángela Figuera (1902-1984)
- Elena Fortún (Encarnación Aragoneses de Urquijo) (1886-1952)
- Margarita Gil Roësset (1908-1932)
- Sara Insúa (1903-1992)
- María Martinez Sierra (1874-1974)
- María Teresa León (1903-1988)
- María de Maeztu (1881-1948)
- Elena Martín Vivaldi (1907-1998)
- Ana María Martinez Sagi (1907-2000)
- Concha Méndez (1898-1986)

- Federica Montseny (1905-1994)
- María Luz Morales Godoy (1898-1980)
- Elisabeth Mulder (1904-1987)

- Margarita Nelken (1884 - 1968)
- Isabel Oyarzábal de Palencia (1878-1974)
- Matilde Ribot de Montenegro (1879-1958)

- Josefina de la Torre (1907 - 2002)
- Matilde de la Torre Gutiérrez (1884-1946)

- Matilde Ras (1881-1969)

- Lucía Sánchez Saornil (1895-1970)
- Pilar de Valderrama (1889-1979)

- María Zambrano (1904 - 1991)

### Drammaturghe
Il primo approfondito studio sulle autrici di teatro del periodo preguerra si deve a Pilar Nieva de la Paz, che nel 1993 ha individuato circa sessanta autrici, e una ventina di adattatrici e traduttrici di teatro.  L'elenco che segue è tratto da questo studio.
- Eduarda Adelina Aparicio y Ossorio (pseud.: Adebel)
- Elena Arcediano
- Sofía Blasco (1877- ?)
- María Teresa Borragán Rojas (1893-1961)
- Luisa Carnés, pseud.: Clarita Montes (1905-1964)
- María Francisca Clar Margarit, pseud.: Halma Angélico, (1888-1952)
- Sara Insúa (1903-1992)
- María Teresa León (1903-1988)
- María Martinez Sierra (1874-1974)
- Julia Maura (1910-1971)
- Concha Méndez (1898-1986)
- Pilar Millán Astray (1879 - 1949)
- Magda Donato (1898-1966), pseud. di Carmen Eva Nelken y Mausberger
- Carlota O'Neill (1905-2000)
- Isabel Oyarzábal de Palencia (1878-1974)
- Dolores Ramos de la Vega
- Josefa Rosich
- Pilar de Valderrama (1889-1979)
- Aurora Sánchez Aroca, pseud.: Sancho Abarca
- Margarita Xirgu (1888-1969)

### Traduttrici
Uno studio specifico sull'attività di traduttrici svolta in parte o esclusivamente dalle scrittrici del periodo preso in esame è quello curato da Dolores Romero López, Retratos de traductoras en la Edad de Plata, Madrid, Escolar y Mayo, 2016.
- Carmen Abreu (1898-1981)
- Zenobia Camprubí (1887-1956)
- Ernestina de Champourcin (1905-1999)
- Carmen Conde (1907-1996)
- Sara Insúa, pseud.: Prospero Miranda (1903-1992)
- María Teresa León (1903-1988)
- María Martinez Sierra (1874-1974)
- Concha Méndez (1898-1986)
- Maria Luz Morales (1890-1980)
- Magda Donato (1898-1966), pseudonimo di Carmen Eva Nelken y Mausberger
- Margarita Nelken (1894-1968)
- Isabel Oyarzábal de Palencia (1878-1974)
- Matilde Ras (1881-1969)

### Pittrici, scultrici, illustratrici
- María Blanchard (1881-1932)
- Norah Borges (1901-1998)
- Marga Gil Roësset (1908-1932)
- Maruja Mallo (1902-1995)
- Margarita Manso (1908-1960)
- Delhy Tejero (1904-1968)
- Ángeles Santos Torroella (1911-2013)
- Rosario de Velasco (1904-1991)
- Remedios Varo (1908-1963)

### Critiche d'arte
- Margarita Nelken (1894-1968)